# 天地真理 プレミアム・ボックス
『天地真理 プレミアム・ボックス』（あまちまり プレミアム・ボックス）は、天地真理の通販CD-BOX。2006年10月1日発売。発売元はソニー・ミュージックダイレクト（現：ソニー・ミュージックレーベルズ）。規格品番はDYCL-1201/10。

## 解説
1970年代に一世を風靡したアイドル歌手・天地真理初のCD-BOXとして発売されたタイトル。CDとDVDの、計10枚が収められている。
- DVD1枚は、往年の冠番組『真理ちゃんシリーズ』[1]から歌唱映像をピックアップしたもの。14トラック中7トラックはテレビ放映時のレコード音源に合わせてリップシンクしている映像、4トラックはプレスコに合わせてリップシンクしている映像、3トラックが生歌映像になっている。
- CD9枚は、1971年のデビュー・シングル「水色の恋」から1983年のシングル「私が雪だった日」まで、全シングル22枚と全アルバム13枚に企画盤1枚の音源208曲を収録（計9枚の合計が208曲。一部重複の曲があり）。disc10には未発表曲、プロモーション・オンリーなどの貴重音源も収録された。

ケースは2ディスク収納用プラスティック・ケース計5枚が使用され、歌詞カードもそれぞれのケース毎に収められている。そのほかに、音楽ライターによるアルバム解説とディスコグラフィ、秘話や写真が掲載されたブックレット付。なお、一部のオリジナルアルバムは1990年代に廉価盤シリーズ "CD選書" としてCD化されたがすでに生産中止となっており、長らく入手困難であった。再復刻に当たっては、最新のデジタル・リマスタリングが施されたため、大幅に音質が向上している。また本CD-BOXにより、天地が1983年までに公式リリースした全ての音源がCD化されたとともに、全音源を同一音質で聴くことが出来るようになった。
なお、本CD-BOXはCDショップでの販売はなく、通信販売専用となっている。ソニー・ミュージックエンタテインメントのインターネット通販サイト「Sony Music Shop」で予約注文すると、disc2のオリジナル・カラオケが収録されたCDが特典として付加された。
発売された2006年は、天地真理の歌手デビュー35周年である。一頃、三人娘として称されたいわゆる「新三人娘」のうちの一人、南沙織の35周年記念CD-BOXも同年6月14日に同じくソニー・ミュージックレコーズ（現：ソニー・ミュージックレーベルズ）から発売されている。こちらについては『Cynthia Premium』を参照のこと。なお、南沙織のCD-BOXはオリジナルアルバム全21枚の復刻であり、本CD-BOXのように全音源が揃う訳ではない。

## 収録曲

### CD・DVD
| DVD     | テレビ番組『真理ちゃんシリーズ』より |
| Disc.1  | 1. 恋は水色〜涙から明日へ 2. 水色の恋 3. ちいさな恋 4. ひとりじゃないの 5. 虹をわたって 6. ふたりの日曜日 7. 夏を忘れた海 8. 若葉のささやき 9. 恋する夏の日 10. 空いっぱいの幸せ 11. 恋人たちの港 12. 恋と海とTシャツと 13. 想い出のセレナーデ 14. 木枯らしの舗道 |
| CD      | シングルA面コレクション + 「夏を忘れた海」 |
| Disc.2  | 1. 水色の恋 2. ちいさな恋 3. ひとりじゃないの 4. 虹をわたって 5. ふたりの日曜日 6. 若葉のささやき 7. 恋する夏の日 8. 空いっぱいの幸せ 9. 恋人たちの港 10. 恋と海とTシャツと 11. 想い出のセレナーデ 12. 木枯らしの舗道 13. 愛のアルバム 14. 初めての涙 15. さよならこんにちわ 16. 夕陽のスケッチ 17. 矢車草 18. 愛の渚 19. 夢ほのぼの 20. 夏を忘れた海 -スペシャル・シングル・バージョン- (プロモーション・オンリー) 21. 愛・つづれ織り 22. 初恋のニコラ 23. 私が雪だった日 |
| CD      | 『水色の恋／涙から明日へ』 + 『ちいさな恋／ひとりじゃないの』 + 「風を見た人」 |
| Disc.3  | 1. 水色の恋 2. なのにあなたは京都へゆくの（原曲：チェリッシュ） 3. あの素晴らしい愛をもう一度（原曲：加藤和彦と北山修） 4. 涙は明日に（原曲：ジローズ、作曲は杉田二郎） 5. 悲しき天使（原曲：メリー・ホプキン） 6. 忘れていた朝（原曲：赤い鳥） 7. 涙から明日へ（原曲：堺正章、TVドラマ『時間ですよ』挿入歌） 8. 忘れな草をあなたに（歌唱：菅原洋一・倍賞千恵子など） 9. 虹と雪のバラード（原曲：トワ・エ・モワ） 10. 恋は水色（歌唱：ヴィッキー、演奏：ポール・モーリア楽団など） 11. 恋人もいないのに（原曲：シモンズ） 12. バタフライ（原曲：Danyel Gérard、訳詞はなかにし礼） 13. 風を見た人（シングル「水色の恋」B面） 14. ちいさな恋 15. ポケットに涙（シングル「ひとりじゃないの」B面） 16. 乙女の祈り 17. 白いバラの道 18. 夢のチャペル 19. 好きだから 20. ひとりじゃないの (アルバムVersion) 21. 青春 22. ひとりぼっちの私 23. 恋人になる前に 24. おしえてよ愛の言葉 25. ある日私も（シングル「ちいさな恋」B面） |
| CD      | 『虹をわたって』 + 『明日へのメロディー』 |
| Disc.4  | 1. 虹をわたって 2. ひまわりの小径（原曲：チェリッシュ） 3. さよならをするために（原曲：ビリーバンバン） 4. 美しい星（原曲：赤い鳥） 5. 太陽がくれた季節（原曲：青い三角定規） 6. とんがり屋根の教会へ（シングル「虹をわたって」B面） 7. この広い野原いっぱい（原曲：森山良子） 8. 花と小父さん（原曲：伊東きよ子） 9. 花の首飾り（原曲：ザ・タイガース、作曲はすぎやまこういち） 10. 涙くんさよなら（原曲：坂本九作曲は浜口庫之助） 11. 花嫁（原曲：はしだのりひことクライマックス） 12. 誰もいない海（原曲：ジェリー伊藤、越路吹雪・トワ・エ・モワらがカヴァー） 13. ふたりの日曜日 14. 思い出の足音 15. 幸福に向かって 16. 明るい表通り 17. 星空の乙女 18. 恋の散歩道 19. 夏を忘れた海 20. 真冬のデイト（シングル「ふたりの日曜日」B面） 21. オレンジの旅 22. 家に帰ろう 23. こころの日記 24. 鳩がいる公園 |
| CD      | 『若葉のささやき／さよならだけを残して』 + 『恋する夏の日』 |
| Disc.5  | 1. 若葉のささやき 2. 学生街の喫茶店（原曲：ガロ、作曲はすぎやまこういち） 3. 冬物語（原曲：フォー・クローバース） 4. 若草の髪かざり 5. さよならだけ残して 6. 海にたくした願い（シングル「若葉のささやき」B面） 7. さびしかったら 8. ギターをかかえて 9. 遠い夏 10. ミモザの咲く頃 11. いつもの曲り角 12. さくら貝 13. 恋する夏の日(アルバムMIX) 14. 愛になやむ頃 15. 季節はずれの白いボート 16. 陽のあたる窓辺 17. 恋の世界 18. 牧場の乙女 19. 想い出がいっぱい 20. 明日への出発 21. 朝のさざなみ 22. あなたの波紋 23. 花ひらくとき（シングル「恋する夏の日」B面） 24. 渚の誓い |
| CD      | 『空いっぱいの幸せ』 + 『恋と海とTシャツと／恋人たちの港』 |
| Disc.6  | 1. 空いっぱいの幸せ 2. 銀座ひとりぼっち 3. 愛と涙と約束と 4. 愛を呼ぶ春 5. さよならは心をこめて 6. もの想う季節（シングル「空いっぱいの幸せ」B面） 7. 風にねがいごと 8. 似顔絵 9. 幸福な時間 10. 青春のうたごえ 11. あなたの故郷 12. あなたが教えてくれた歌 13. 恋と海とTシャツと 14. 素晴らしい青春 15. 爽やかなあなた（シングル「恋人たちの港」B面） 16. 恋の予感 17. 花嫁の友だち（シングル「恋と海とTシャツと」B面） 18. 恋人たちの港 19. ロマンス（原曲：ガロ） 20. サルビアの花（原曲：早川義夫、もとまろなどがカヴァー） 21. 恋の風車（原曲：チェリッシュ） 22. ある雨の日の情景（原曲：よしだたくろう） 23. 小さな日記（原曲：フォー・セインツ） 24. あなた（原曲：小坂明子） |
| CD      | 『天地真理 オン・ステージ』 + 「わたしの場合」 + 「ブランコ」 |
| Disc.7  | 1. 水色の恋 2. 青春 3. ある雨の日の情景（原曲：よしだたくろう） 4. 想い出のグリーングラス（歌唱：カーリー・プットマン、エルヴィス・プレスリー、トム・ジョーンズなど） 5. 結婚しようよ（原曲：よしだたくろう） 6. 夏を忘れた海 7. わが祖国 8. 愛する人に歌わせないで（原曲：森山良子） 9. 想い出のセレナーデ 10. また逢うためにさようなら 11. シュガー・ベイビー・ラブ（原曲：ルベッツ） 12. シュガー・タウンは恋の町（原曲：ナンシー・シナトラ） 13. 悲しき天使（原曲：メリー・ホプキン） 14. 愛の休日（原曲：ミッシェル・ポルナレフ） 15. ひとりじゃないの 16. 恋する夏の日 17. 若葉のささやき 18. ジョニー・エンジェル（原曲：シェリー・フェブレー） 19. トップ・オブ・ザ・ワールド（原曲：カーペンターズ） 20. ジ・エンド・オブ・ザ・ワールド（原曲：スキータ・デイヴィス） 21. ママがサンタにキッスした（歌唱：ジャクソン5など） 22. ホワイト・クリスマス（歌唱：ビング・クロスビーなど） 23. 赤鼻のトナカイ（原曲：ジーン・オートリー） 24. 聖しこの夜（クリスマス・キャロル） 25. わたしの場合（シングル「想い出のセレナーデ」B面） 26. ブランコ（シングル「木枯らしの舗道」B面） |
| CD      | 『小さな人生』 + 「君よ知るや南の国」 + 『君よ知るや南の国（オリジナル・キャスト）』 |
| Disc.8  | 1. 一枚の写真 2. レイン・ステイション 3. 家なき子 4. 海辺に誘われて… 5. ある恋の感想 6. さよならこんにちわ 7. 夕陽のスケッチ 8. 明日また（シングル「さよならこんにちわ」B面） 9. ひとりぼっちのデート 10. 京都でひとり（シングル「愛のアルバム」B面） 11. 明日への愛 12. 小さな人生（シングル「夕陽のスケッチ」B面） 13. 君よ知るや南の国（シングル「初めての涙」B面） 14. オーヴァチュア -インスト- 15. 君よ知るや南の国(アルバムVersion) 16. 気が合う同志 17. ミニヨンの幻想 -インスト- 18. 初めての涙 (アルバムVersion) 19. 大人への憧れ 20. 恋のすれちがい 21. 天使の約束 22. ナポリ・ナポリ -インスト- 23. 明日へのワルツ 24. 君よ知るや南の国 -フィナーレ- |
| CD      | 『私は天地真理』 |
| Disc.9  | 1. 水色の恋 2. 童話作家（原曲：さだまさし） 3. 『いちご白書』をもう一度（原曲：バンバン） 4. 春の風が吹いていたら（原曲：よしだたくろう） 5. 夏を忘れた海 6. お嫁においで（原曲：加山雄三） 7. 矢車草 8. ひとりじゃないの 9. 若葉のささやき 10. ふたりの日曜日 11. なごり雪（歌唱：かぐや姫・イルカなど、作詞・作曲は伊勢正三） 12. ウイスキーの小瓶（原曲：みなみらんぼう） 13. 哀しきマリオネット（原曲：グレープ） 14. 告悔（原曲：グレープ） 15. オー・マリヤーナ（歌唱：田中星児など） 16. 矢車草 -アンコール- |
| CD      | 『童話作家』 + モア |
| Disc.10 | 1. 童話作家 2. 出不精のピーターパン 3. 返信 4. ひこうき雲 5. 二月の風景画 6. 風花のさよなら 7. 童話作家 8. 夢ほのぼの 9. 矢車草 10. 愛がほしい（シングル「愛の渚」B面） 11. 海辺まで10マイル（シングル「夢ほのぼの」B面） 12. 一杯のレモンティー（シングル「矢車草」B面） 13. 愛の渚 14. ひとかかえの愛（スペシャル・シングル、プロモーション・オンリー「夏を忘れた海」B面） 15. 旅人は風の国へ（シングル「愛・つづれ織り」B面） 16. 不器用な女（シングル「初恋のニコラ」B面） 17. 今は想い出（シングル「私が雪だった日」B面） 18. クラス会（未発表曲） 19. ひとりじゃないの（歌詞違い、初音盤化） 20. 夏を忘れた海（セリフ入り、プロモーション・オンリー） 21. あなたと私（アルバム『ちいさな恋/ひとりじゃないの』特典シングルA面） 22. バッハ・インベンション（アルバム『ちいさな恋/ひとりじゃないの』特典シングルB面） |